# 新塘坪站
新塘坪站位于中国广西壮族自治区桂林市全州县全州镇（原城郊乡），为湘桂铁路车站，距离衡阳站234千米，距离凭祥站779千米。该站建于1938年，现为四等站，已不办理客运业务。